# Perica Ognjenović
Perica Ognjenović (serbisch Перица Огњеновић, * 24. Februar 1977 in Smederevska Palanka, SR Serbien, SFR Jugoslawien) ist ein ehemaliger serbischer Fußballspieler.

## Vereinskarriere
Perica Ognjenović spielte in seiner Jugend bei Mladost Goša. Bereits im Alter von 17 Jahren verpflichtete ihn der serbische Spitzenverein Roter Stern Belgrad als einen der vielversprechendsten Spieler seines Landes. Gleich in seiner ersten Saison gewann er mit seinem neuen Verein die Meisterschaft und den Pokal in der damaligen Bundesrepublik Jugoslawien. Den Pokalgewinn sollte der Stürmer mit Belgrad auch in den kommenden beiden Jahren wiederholen. Seine guten Leistungen sprachen sich in ganz Europa herum und so wechselte Ognjenović in der Winterpause der Saison 1998/99 zum Spitzenverein Real Madrid. Doch gegen die große Konkurrenz bei den Königlichen konnte sich der junge Serbe nicht durchsetzen und wurde nach der Saison 2000/01 entlassen. Bis dahin absolvierte er lediglich zwölf Ligaspiele und schoss ein Tor für die Madrilenen. Nach einem halben Jahr Vereinslosigkeit holte ihn der 1. FC Kaiserslautern in die erste deutsche Bundesliga. Doch auch bei den Pfälzern konnte Ognjenović sich nicht durchsetzen und verließ den Verein nach einem halben Jahr wieder. Es folgte erneut ein halbes Jahr Vereinslosigkeit, ehe der Stürmer im Januar 2003 beim chinesischen Verein Dalian Shide anheuerte, der zu dieser Zeit von seinem Landsmann Milorad Kosanović trainiert wurde, der ihn bereits bei Roter Stern Belgrad trainiert hatte.
Nach einem halben Jahr in China wechselte der Serbe zum ukrainischen Rekordmeister Dynamo Kiew. Zwar konnte er in seiner Saison bei dem Verein den Gewinn der Meisterschaft feiern, war jedoch aufgrund fehlender Einsätze nur unwesentlich an diesem Erfolg beteiligt. Abermals war Ognjenović ein halbes Jahr ohne Verein, ehe er Anfang 2005 zum französischen Klub SCO Angers ging. Doch auch bei den Franzosen sollte er nur ein halbes Jahr bleiben um danach bereits zum vierten Mal in seiner Karriere ein halbes Jahr vereinslos zu sein. Nach einem Jahr beim malaysischen Topverein Selangor FA ging der Stürmer Anfang 2007 zum griechischen Erstligisten Ergotelis. Dort spielte er bis zum Ende des Jahres 2008. Bis zum Saisonende 2009 spielte Ognjenović in der zweiten griechischen Liga beim Kallithea FC, ehe er in seine Heimat zurückkehrte und zum FK Jagodina wechselte. 2011 beendete er seine Fußballkarriere.

## Nationalmannschaft
Während seiner guten Leistungen zu Beginn seiner Karriere wurde Perica Ognjenović auch in die jugoslawische Fußballnationalmannschaft berufen. Er gehörte unter anderem zum Kader bei der Fußball-Weltmeisterschaft 1998 in Frankreich, wo sein Team im Achtelfinale an der niederländischen Mannschaft scheiterte. Ognjenović wurde in allen drei Gruppenspielen (auch gegen Deutschland) eingewechselt.

## Erfolge
- Jugoslawischer Meister: 1995
- Jugoslawischer Pokalsieger: 1995, 1996, 1997
- Ukrainischer Meister: 2004